# 红旗-10近程防空导弹

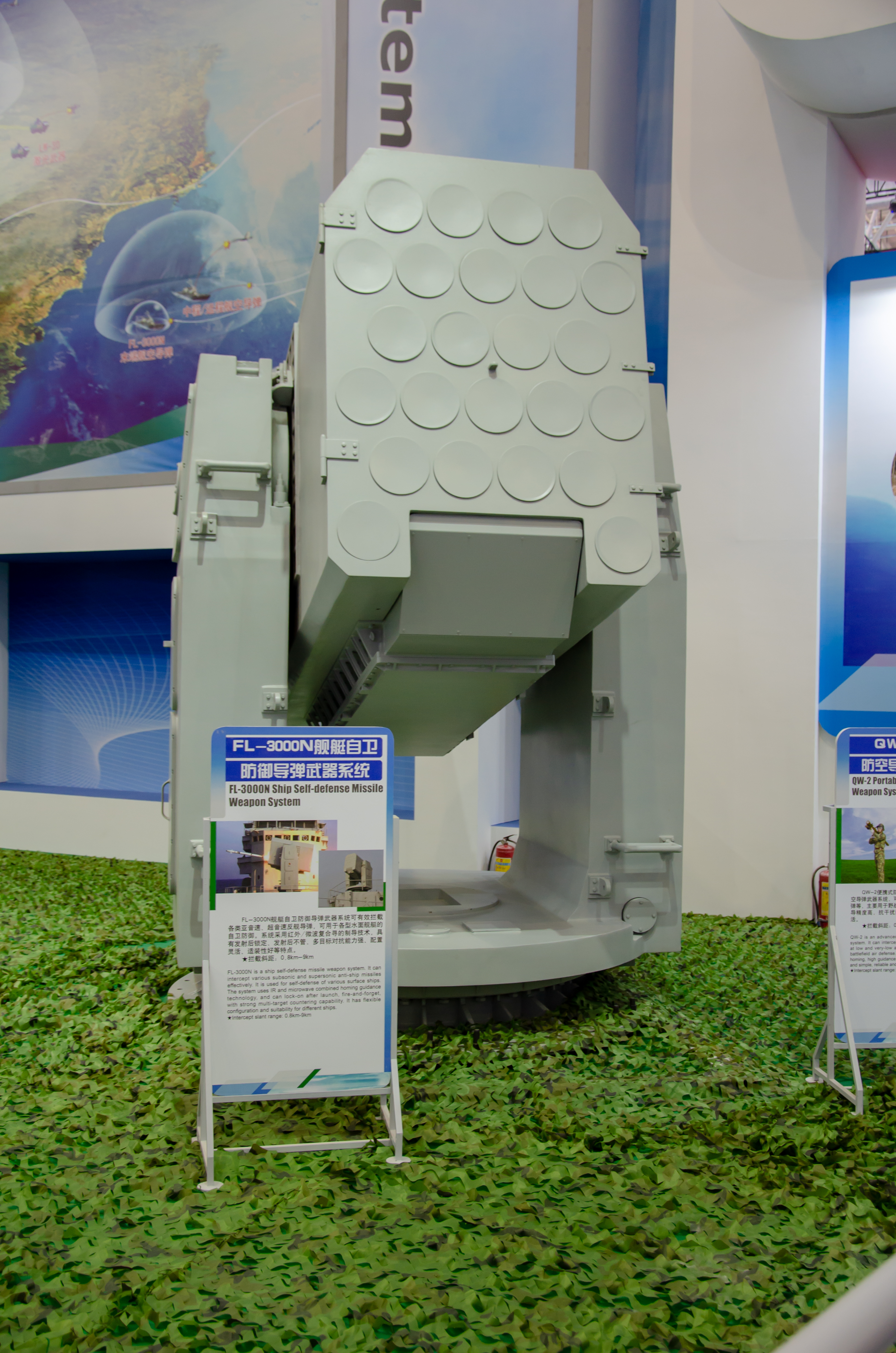
24聯裝FL-3000N發射器

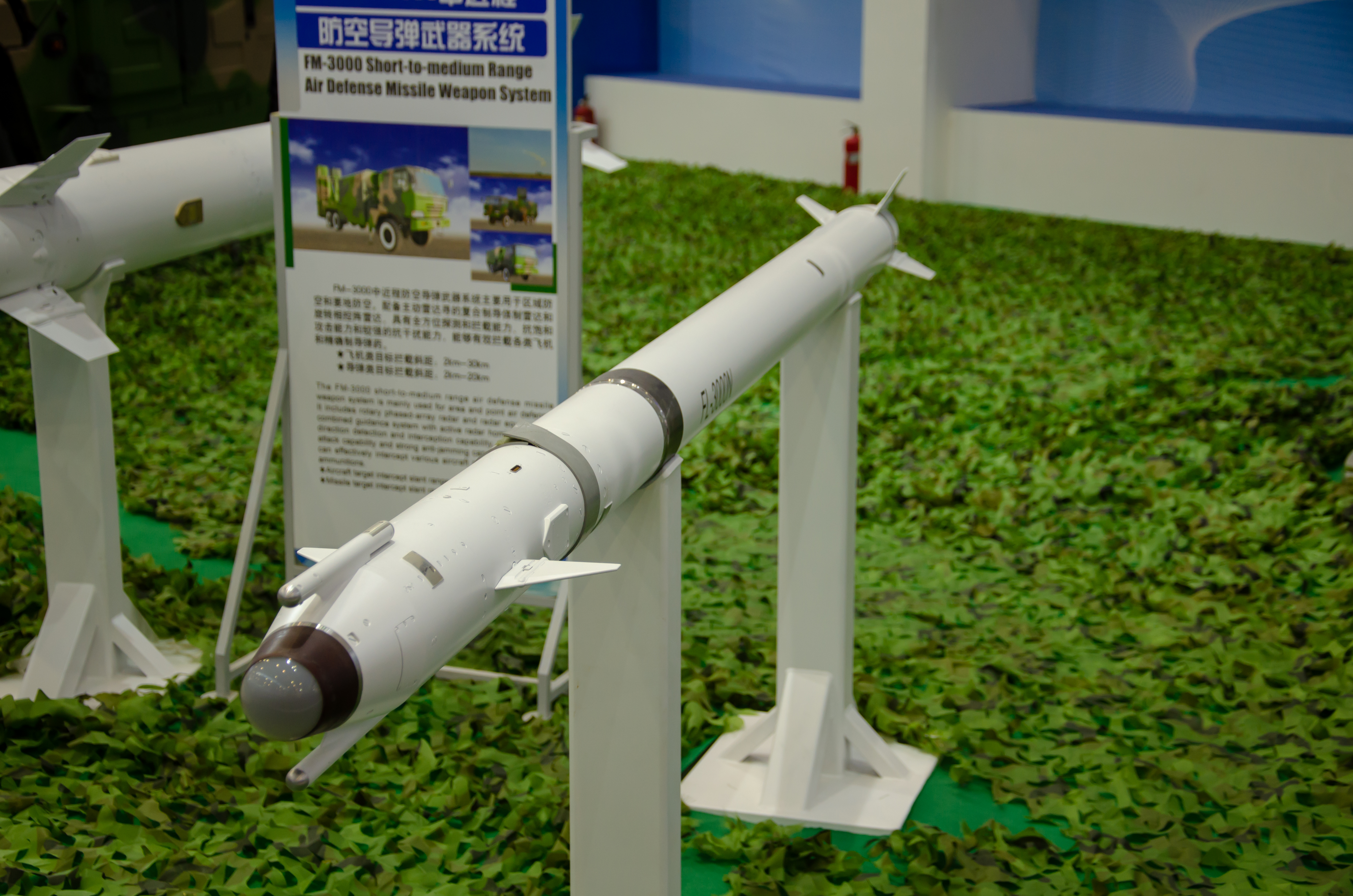
展示中的FL-3000N飛彈

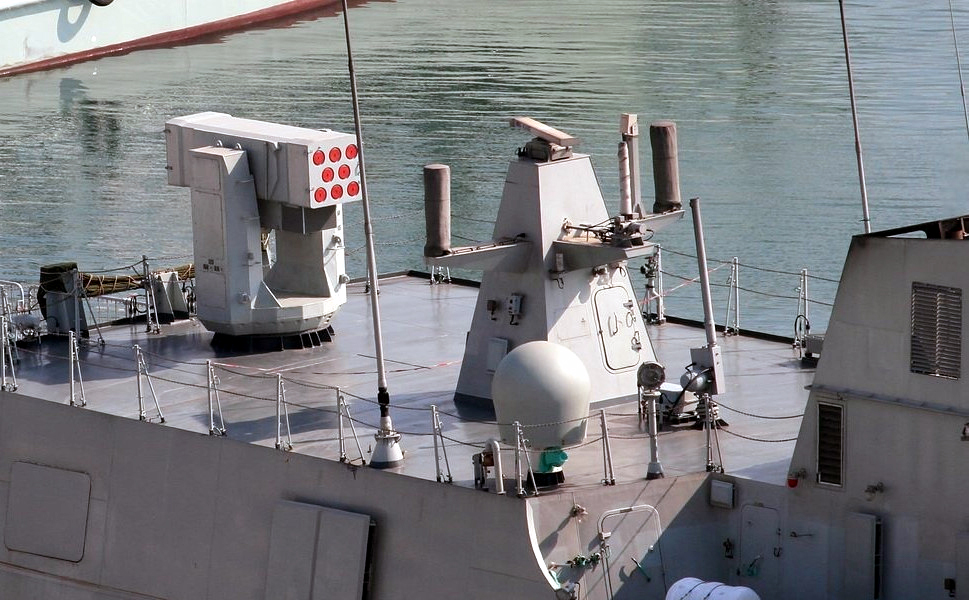
056型护卫舰艦尾的8聯裝紅旗-10發射器

红旗-10是红外制导近程防空导弹，目前装备于001型航空母舰、055型驱逐舰、052D型驱逐舰、056型护卫舰、053H3型护卫舰。最遠射程可達10～12公里。導引模式跟德國和美國聯合研製的“公羊”近程防衛導彈（RAM）的紅外線導引有所不同。曾於多個武器展、國防展作過展覽和推銷。
056型护卫舰的艦尾配置一個紅旗-10的8聯裝發射器，作為該型艦隻的主要防空武器。
052D型驱逐舰的直昇機庫結構的頂部配置一座24聯裝發射機，作為該型艦隻的短程防空圈（730型近程防禦系統，CIWS，半徑3～3.5公里）與中程防空圈（红旗-16中程防空导弹，半徑10～45公里）的過渡防空系統。
红旗10的外貿型代號“FL-3000N”（“FL”是“飛龙”的字首），由中国航天科工集团有限公司防御技术研究院研发。